# Boruto: Naruto Next Generations
Boruto: Naruto Next Generations (jap. BORUTO-ボルト- -Naruto Next Generations- Boruto: Naruto Nekusuto Jenerēshonzu) – manga napisana przez Ukyō Kodachiego i Masashiego Kishimoto oraz zilustrowana przez Mikio Ikemoto. Jest to spin-off i kontynuacja Naruto autorstwa Kishimoto, którego fabuła skupia się na przygodach syna Naruto Uzumakiego, Boruto Uzumakiego i jego przyjaciół z drużyny, Sarady Uchihy i Mitsukiego. Początkowo od 9 maja 2016 roku wydawana jako miesięcznik w Shūkan Shōnen Jump (magazyn shōnen-manga Shueishy); Kodachi pełnił rolę scenarzysty serii a Kishimoto był kierownikiem redakcji. Z kolei od 20 lipca 2019 została przeniesiona do miesięcznika Shueishy o nazwie V Jump. W listopadzie 2020 roku Kodachi ustąpił ze stanowiska scenarzysty, a jego następcą został Kishimoto.
Boruto powstało w wyniku propozycji Shueishy złożonej Kishimoto, aby stworzył on kontynuację Naruto, jednak odrzucił tę ofertę i zaproponował swojemu byłemu asystentowi Mikio Ikemoto, aby to on został jej rysownikiem. Scenariusz stworzył scenarzysta filmu Boruto: Naruto the Movie, Ukyō Kodachi. Podczas gdy zarówno Kodachi, jak i Ikemoto byli odpowiedzialni za mangę, Kodachi nadzorował także adaptację anime wraz z Kishimoto. Adaptacja serialu telewizyjnego anime w reżyserii Noriyukiego Abe miała premierę 5 kwietnia 2017 roku w TV Tokyo. W przeciwieństwie do mangi, która rozpoczęła się jako powtórka z filmu Boruto, anime zaczyna się jako prequel, zanim Boruto i jego przyjaciele zostali ninja. Powstała również seria light novel.
Prequel anime stworzony przez Pierrot zyskał uznanie za wykorzystanie zarówno nowych, jak i powracających postaci, jednak to narracja mangi została uznana za poważniejszą, ponieważ bardziej koncentrowała się na protagoniście. W styczniu 2017 roku Shūeisha poinformowała, że sprzedano milion egzemplarzy mangi Boruto.

## Fabuła

### Manga
Początek mangi przedstawia starszego Boruto Uzumakiego, który staje twarzą w twarz z wrogiem o imieniu Kawaki, podczas gdy Wioska Liścia jest zniszczona. Następnie manga przedstawia powtórkę wydarzeń z filmu Boruto z dodatkową zawartością. Będąc synem Siódmego Hokage Naruto Uzumakiego, Boruto jest zły, że ojciec umieścił wioskę ponad rodziną. W tym czasie Boruto zostaje członkiem Drużyny 7 prowadzonej przez protegowanego Naruto, Konohamaru Sarutobiego, wraz z Saradą Uchiha, córką Sasuke i Sakury Uchiha oraz Mitsukim, sztucznie stworzonym synem Orochimaru. Kiedy Sasuke wraca do wioski, aby ostrzec Naruto o zbliżającym się zagrożeniu związanym z ustaleniem motywacji Kaguyi Ōtsutsuki, Boruto przekonuje Uchihę, aby ten szkolił go do nadchodzącego egzaminu na Chūunina, aby mógł zaimponować ojcu.
Podczas egzaminu, Momoshiki i Kinshiki Ōtsutsuki, zagrożenie, o którym mówił Sasuke, pojawiają się i porywają Naruto, aby wykorzystać Kuramę, ogoniastą bestię zapieczętowaną w jego ciele, aby ożywić umierające Boskie Drzewo z wymiaru, z którego pochodzą. Boruto dołącza do Sasuke i czterech Kage, aby ratować Naruto. Bitwa kończy się, gdy Momoshiki, poświęcając Kinshikiego, aby zwiększyć swoją moc, zostaje pokonany przez Boruto z pomocą Naruto i Sasuke. Jednak Momoshiki przeżył wystarczająco długo, aby zdać sobie sprawę z pełnego potencjału Boruto, jednocześnie ostrzegając go przed przyszłymi wydarzeniami. Po odzyskaniu sił po walce, Boruto postanawia w przyszłości stać się kimś takim jak Sasuke, z kolei Sarada chce spełnić swoje marzenie o zostaniu Hokage.
Podczas następnej misji Boruto służy jako ochroniarz syna Daimyō Kraju Ognia, Tentō. Obaj z czasem odnajdują wspólny język, ponieważ obaj chcą znaleźć uznanie u swoich ojców. Kiedy grupa bandytów znanych jako Mujina porywa Tentō, Boruto ratuje chłopca z rąk lidera grupy, który zostaje uwięziony z powodu posiadania wiedzy na temat znaku, który Momoshiki umieścił na ręku Boruto. Naruto i pozostali dowiadują się, że istnieje grupa zwana „Kara” (jap. 殻 Łuska) poszukująca ludzi ze znakami zwanymi Karma (jap. 楔 Kāma; ang. Linchpin). Zespół Boruto spotyka zbiegłego z Kary Kawakiego, chłopca, który również ma Karmę na dłoni. Kawaki zostaje adoptowanym członkiem rodziny Uzumaki w celu jego ochrony. Jednak podczas próby ochrony chłopaka, Naruto i Sasuke zostają pokonani przez przywódcę Kary, Jigena. Następnie Jigen zapieczętowuje Naruto, podczas gdy Sasuke ucieka. Drużyna 7 ratuje Hokage, gdy Karma Boruto powoduje, że zostaje opętany przez Momoshikiego.
Dowiedziawszy się o tym, Sasuke odkrywa, że wszyscy użytkownicy Karmy zostaną przejęci przez klan Ōtsutsuki, w tym Jigen. W międzyczasie w Karze zaczyna tworzyć się bunt, a Koji Kashin rzuca wyzwanie Jigenowi. Z kolei Amado udaje się do Konohy, aby szukać azylu w zamian za informacje, ujawniając, że prawdziwym przywódcą Kary jest tak naprawdę Isshiki Ōtsutsuki, który opętał Jigena odkąd został zdradzony przez Kaguyę, kiedy przybyli na Ziemię tysiące lat temu, a Karma pozwala klanowi Ōtsutsuki na wskrzeszenie poprzez ciało gospodarza. Chociaż Koji zabija Jigena, zmuszając Isshikiego do niedoskonałej reinkarnacji, a Karma Kawakiego zostaje usunięta, Isshiki zmusza Kojiego do odwrotu i sam opuszcza Konohę. Gdy Isshiki przybywa do Konohy, szuka Kawakiego. Naruto staje twarzą w twarz, przygotowując się do walki. Boruto przenosi siebie i Isshikiego w inne miejsce z dala od wioski, a Sasuke i Naruto podążają za nimi. Ponieważ Boruto jest naczyniem Momoshikiego, Isshiki planuje nakarmić nim swojego Jūbiego, aby zasadzić Boskie Drzewo. Dzięki nowej mocy, „Trybie Barionowym” (jap. 重粒子モード Barion Mōdo), Naruto kupuje wystarczająco dużo czasu, aby Kawakiemu udało „oszukać” Isshikiego, powodując jego śmierć. Z kolei Boruto, opętany przez Momoshikiego, neutralizuje Rinnegana Sasuke. Sasuke i Kawaki walczą z Momoshikim, dopóki Boruto nie odzyska kontroli nad swoim ciałem. Następnie pokonany Isshiki prosi Code, który strzegł Dziesięcioogoniastego, aby kontynuował wolę Ōtsutsukich, poświęcając Boruto lub Kawakiego Jūbiemu, a następnie zjadł owoc czakry i sam stał się Ōtsutsukim.

### Anime
W przeciwieństwie do mangi, po futurospekcji pokazującej Kawakiego, seria zaczyna się w momencie, gdy Boruto uczęszcza do Akademii Ninja w Wiosce Liścia. Budzi specjalną technikę oczu, która odegrała rolę w wykrywaniu skażonej energii u niektórych osób, które stawały się agresywne. Mitsuki pomógł w ujawnieniu swojej koleżanki z klasy, Sumire, jako osoby odpowiedzialnej za skażenie i wysysanie czakry z ludzi. Doprowadziło to do tego, że Boruto próbował uratować Sumire zarówno przed Mitsukim, jak i nią samą. Ostatecznie sprowadził ją z powrotem na dobrą drogę.
Następnie Sarada ma własną przygodę, w której poszukuje swojego ojca, Sasuke Uchiha, pomagając mu i Naruto ocalić swoją matkę, Sakurę przed Shinem Uchihą. Jest to adaptacja spin-offu Naruto: Siódmy Hokage i Księżyc Szkarłatnego Kwiatu. Następnie w anime pokazano historię przeszłości Mitsukiego, która była adaptacją pobocznego rozdziału mangi o nazwie Naruto Gaiden: The Road Illuminated by the Full Moon (jap. NARUTO―ナルト― 外伝 ～満ちた月が照らす道～ Naruto Gaiden: Michita Tsuki ga Terasu Michi).
Następnie uczniowie Ukrytego Liścia udają się na wycieczkę do Wioski Mgły, gdzie Boruto zaprzyjaźnia się z ninja o imieniu Kagura, jednocześnie powstrzymując próbę zamachu stanu dokonaną przez tradycjonalistów. Potem Boruto i jego klasa kończą akademię. Sam zostaje przydzielony do drużyny Konohamaru Sarutobiego wraz z Saradą i Mitsukim, a oni i inne drużyny rozpoczynają wykonywanie misji.
Anime przedstawia również wydarzenia z Boruto: Naruto the Movie z dodatkową zawartością, która obejmuje również antagonistę Urashikiego Ōtsutsuki, a następnie osobną historię mu poświęconą.

## Produkcja
Kiedy manga Naruto została zakończona w 2014 roku, firma Shueisha zaproponowała Masashiemu Kishimoto stworzenie sequela. Kishimoto jednak odrzucił ten pomysł i w zamian zaproponował artystę Mikio Ikemoto, który pracował jako jego asystent od wczesnych rozdziałów Naruto, aby zamiast niego to on został rysownikiem nowej serii. Z kolei scenarzystą Boruto został Ukyō Kodachi, który napisał wcześniej powieść zatytułowaną Gaara Hiden (2015) oraz pomagał Kishimoto w pisaniu scenariusza do filmu Boruto: Naruto the Movie. Do promocji nowej mangi wykorzystano stronę odliczającą czas, która była zatytułowana „Next Generation”. 19 grudnia 2015 roku ogłoszono serializację mangi pod nazwą Boruto: Naruto Next Generations, która oficjalnie miała być tworzona przez artystę Mikio Ikemoto i scenarzystę Ukyō Kodachiego, z kolei Kishimoto miał został kierownikiem redakcji. 14 marca 2016 ogłoszono, że seria zadebiutuje 9 maja tegoż roku w 23. numerze Shūkan Shōnen Jump. Podczas wydarzenia Jump Festa w 2016 roku Kishimoto stwierdził, że chciałby, aby Boruto przewyższył jego własną mangę. Ponadto zapowiedziano, że manga Ikemoto i Kodachiego otrzyma wersję anime z premierą w kwietniu 2017 roku.
31 stycznia 2017 roku Kishimoto podczas Jump Festa stwierdził, że od początku nie był zaangażowany w pisanie serii, to jednak stworzył wiele postaci, które mogą zostać wykorzystane przez twórców. 8 maja 2017 Kishimoto w wywiadzie dla Jump powiedział, że nie miałby nic przeciwko gdyby Naruto lub inna ważna postać umarłaby w Boruto. Według niego taka sytuacja byłaby interesująca i dodał, że autorzy mają pełną swobodę pisania swojej historii, „jednak byłby pewien problem, gdyby postać została postrzelona zbłąkaną kulą lub zginęła w eksplozji”. 1 lipca 2017 roku Kodachi w wywiadzie dla serwisu Spiralling Sphere powiedział, że zajmuje się również nadzorowaniem historii w anime wraz Kishimoto, który miał duży wpływ nad odcinki #8 i #9, gdzie dodano wiele treści z jego polecenia. 6 lipca 2017 roku w wywiadzie dla BFMTV Ikemoto stwierdził, że pomimo poprawy scenariusza mangi przez Kishimoto, to doradził mu, aby stworzył własny styl artystyczny zamiast naśladować jego. Ikemoto zgodził się i czuł optymizm co do swojego stylu artystycznego. Chociaż fani mogą być rozczarowani, że Kishimoto nie rysuje Boruto, Ikemoto stwierdził, że zrobi wszystko, co w jego mocy, tworząc mangę.
W styczniu 2018 roku Kodachi wyjaśnił, że na oprawę mangi mającą bardziej naukowe podejście niż Naruto, miał wpływ jego ojciec będący lekarzem. Aby jeszcze bardziej połączyć wykorzystanie ninjutsu i technologii, Kodachi zainspirował się grami RPG z gatunku science fiction. Z kolei Ikemoto czując się zaszczycony, mogąc tworzyć rysunki dla Boruto, powiedział, że jest wdzięczny, że seria jest wydawana co miesiąc, a nie co tydzień, ponieważ stworzenie wymaganej ilości prawie 20 stron na rozdział byłoby stresujące; jednak nadal uważa, że miesięczna serializacja także jest trudna. Regularne rozdziały Boruto zwykle przekraczają 40 stron; tworzenie szkiców miniatur zajmuje tydzień, strony 20 dni, a resztę czasu przeznacza na kolorowanie obrazów i retuszowanie rozdziałów.
Na początku 2019 roku Ikemoto w wywiadzie dla Manga Plus stwierdził, że rysując postacie czuł, że wyraz twarzy Boruto zmieniał się wraz z rozwojem historii; początkowo dawał protagoniście duże oczy m.in. podczas interakcji z postacią Tentō, z kolei później wygląd Boruto zmienił się na bardziej buntowniczy, gdy był w obecności Kawakiego. Ponadto pomimo jaśniejszego tonu niż Naruto, seria zaczyna się od aluzji do mrocznej przyszłości. Taki początek historii został zaproponowany przez Kishimoto, aby nadać mandze większy wpływ i przyjąć inne podejście niż to z filmu Boruto. W tym scenariuszu Ikemoto narysował starszego Boruto, jednak wierzy, że ten projekt może się zmienić, gdy manga dotrze do tego momentu. Ikemoto stwierdził również, że relacje między Boruto i Kawakim będą najbardziej skupione na fabule, ponieważ będą one postępować aż do ich walki z retrospekcji. Z kolei celem Ikemoto jest ukazanie całej historii w ciągu 30 tomów, ponieważ nie chce, aby historia zbytnio się rozciągnęła. Z kolei Kodachi nakreślił podobieństwa między Boruto a epoką postzimnowojenną, stwierdzając, że podczas gdy nowe postacie żyją w czasie pokoju, coś skomplikowanego może doprowadzić świat z powrotem do chaosu. 10 czerwca 2019 roku podano, że manga zostaje przeniesiona do magazynu V Jump Shueishy, w wyniku czego rozdział #36 miał ukazać się tam 20 lipca tegoż roku.
W listopadzie 2020 na oficjalnym koncie Twitter ogłoszono, że po 51 rozdziałach i 13 tomach Ukyō Kodachi ustąpi ze stanowiska scenarzysty serii, a pełne obowiązki pisarskie przejmie Kishimoto; Ikemoto nadal pozostanie ilustratorem. Masashi przejmie rolę począwszy od 52. rozdziału, który zostanie wydany w numerze V Jump 21 listopada tegoż roku.

## Media

### Manga
Boruto: Naruto Next Generations zostało napisane przez Ukyō Kodachiego (tomy 1–13) i Masashiego Kishimoto (tomy 14–) i zilustrowane przez Mikio Ikemoto. Manga zadebiutowała w 23. numerze magazynu mangowego Weekly Shōnen Jump wydawnictwa Shueisha 9 maja 2016 roku. Ukazywała się w tym magazynie do 28. numeru wydanego 10 czerwca 2019 roku, a następnie została przeniesiona do wrześniowego numeru V Jump wydanego 20 lipca tegoż roku. Twórca oryginalnej serii, Masashi Kishimoto, początkowo nadzorował mangę, którą zilustrował jego były główny asystent, a scenariusz do niej napisał współautor scenariusza filmu Boruto: Naruto the Movie, Ukyō Kodachi. W listopadzie 2020 Kodachi ustąpił, a Kishimoto przejął funkcję scenarzysty. Aby utrzymać całą sagę Naruto w stu tomach, Ikemoto ma nadzieję ukończyć mangę w około 30 tomach. W kwietniu 2023 roku Shūeisha ogłosiła, że manga Boruto zostanie zawieszona począwszy od następnego numeru i powróci w wrześniowym numerze, który powinien zostać wydany ok. 20 sierpnia 2023 roku. Od 4 kwietnia 2017 roku Viz Media wydaje Boruto w Ameryce Północnej; pierwszy tom mangi pojawił się wraz z angielskim dubbingiem Boruto: Naruto the Movie. Na terenie Polski manga jest wydawana od 31 stycznia 2018 roku nakładem wydawnictwa Japonica Polonica Fantastica. Manga spin-off zatytułowana Boruto: Saikyo Dash Generations (jap. BORUTO-ボルト- -Saikyo Dash Generations- Boruto: Saikyō Dasshu Jenerēshonzu) została stworzona przez Kenjiego Tairę i była wydawana w Saikyō Jump od maja 2017 roku do maja 2021 roku, później wydana w ramach czterech tomów.
| Lista tomów Boruto: Naruto Next Generations | Lista tomów Boruto: Naruto Next Generations | Lista tomów Boruto: Naruto Next Generations | Lista tomów Boruto: Naruto Next Generations                                               | Lista tomów Boruto: Naruto Next Generations                                               |
| # | Tytuł | Wydanie japońskie | Wydanie amerykańskie                                                                      | Wydanie polskie                                                                           |
| --- | --- | --- | ----------------------------------------------------------------------------------------- | ----------------------------------------------------------------------------------------- |
| 1 | Boruto Uzumaki!! Uzumaki Boruto!! (うずまきボルト!!) | 4 sierpnia 2016 ISBN 978-4-08-880756-0 | 4 kwietnia 2017 ISBN 978-1-4215-9211-4                                                    | 31 stycznia 2018 ISBN 978-83-7471-647-5                                                   |
| Lista rozdziałów: - 01: „Uzumaki Boruto!!” (jap. うずまきボルト!! Uzumaki Boruto!!) - 02: „The Training Begins!!” (jap. 修業開始!! Shugyō Kaishi!!) - 03: „The Chunin Exam Begins!!” (jap. 中忍試験開始!! Chūnin Shiken Kaishi!!) - Naruto Gaiden: The Road Illuminated by the Full Moon (jap. NARUTO―ナルト― 外伝 ～満ちた月が照らす道～ Naruto Gaiden: Michita Tsuki ga Terasu Michi) | Lista rozdziałów: - 01: „Uzumaki Boruto!!” (jap. うずまきボルト!! Uzumaki Boruto!!) - 02: „The Training Begins!!” (jap. 修業開始!! Shugyō Kaishi!!) - 03: „The Chunin Exam Begins!!” (jap. 中忍試験開始!! Chūnin Shiken Kaishi!!) - Naruto Gaiden: The Road Illuminated by the Full Moon (jap. NARUTO―ナルト― 外伝 ～満ちた月が照らす道～ Naruto Gaiden: Michita Tsuki ga Terasu Michi) | Lista rozdziałów: - 01: „Uzumaki Boruto!!” (jap. うずまきボルト!! Uzumaki Boruto!!) - 02: „The Training Begins!!” (jap. 修業開始!! Shugyō Kaishi!!) - 03: „The Chunin Exam Begins!!” (jap. 中忍試験開始!! Chūnin Shiken Kaishi!!) - Naruto Gaiden: The Road Illuminated by the Full Moon (jap. NARUTO―ナルト― 外伝 ～満ちた月が照らす道～ Naruto Gaiden: Michita Tsuki ga Terasu Michi) | Postacie z okładki: - Boruto Uzumaki - Sarada Uchiha - Mitsuki                            | Postacie z okładki: - Boruto Uzumaki - Sarada Uchiha - Mitsuki                            |
| Wiele lat przed walką z osobą o imieniu Kawaki w zrujnowanej Wiosce Liścia, Boruto Uzumaki pamięta swoje dzieciństwo. Opisuje siebie jako dziecko, które nienawidzi swojego domu, ponieważ jego ojciec, Naruto, przywódca wioski spędza niewiele czasu ze swoją rodzina ze względu na swoją pracę. Kiedy najlepszy przyjaciel Naruto, Sasuke Uchiha, wraca z wioski, aby ostrzec go o dwóch niebezpiecznych wrogach, Boruto prosi go, aby go szkolił, aby móc pokonać swojego ojca. Sasuke zgadza się pod warunkiem, że wykona Rasengana, którego Boruto wykonuje zarówno samodzielnie, jak i za pomocą urządzenia technologicznego. Kuszony tym, aby zaimponować ojcu podczas nadchodzących egzaminów na Chūnina, Boruto wchodzi do nich ze swoimi kolegami z drużyny, Saradą Uchiha i Mitsukim, chociaż jest wewnętrznie skonfliktwany ze względu na używanie urządzenia technologicznego. Ostatni rozdział to prequel skupiający się na pochodzeniu Mitsukiego jako obiektu badań byłego przestępcy imieniem Orochimaru, który go stworzył. Mitsuki porzuca Orochimaru i udaje się do Wioski Liścia, aby tam odnaleźć własną tożsamość. | | |                                                                                           |                                                                                           |
| 2 | Ty durny Dziadu...!! Kuso Oyaji...!! (クソオヤジ...!!) | 2 grudnia 2016 ISBN 978-4-08-880827-7 | 5 września 2017 ISBN 978-1-4215-9584-9                                                    | 26 kwietnia 2018 ISBN 978-83-7471-648-2                                                   |
| Lista rozdziałów: - 04: „Stupid Old Man!!” (jap. クソオヤジ...!! Kuso Oyaji...!!) - 05: „Momoshiki and Kinshiki!!” (jap. モモシキとキンシキ!! Momoshiki to Kinshiki!!) - 06: „Buffoon” (jap. 中忍試験開始!! Usuratonkachi) - 07: „Collision...!!” (jap. 激突...!! Gekitotsu...!!) | Lista rozdziałów: - 04: „Stupid Old Man!!” (jap. クソオヤジ...!! Kuso Oyaji...!!) - 05: „Momoshiki and Kinshiki!!” (jap. モモシキとキンシキ!! Momoshiki to Kinshiki!!) - 06: „Buffoon” (jap. 中忍試験開始!! Usuratonkachi) - 07: „Collision...!!” (jap. 激突...!! Gekitotsu...!!) | Lista rozdziałów: - 04: „Stupid Old Man!!” (jap. クソオヤジ...!! Kuso Oyaji...!!) - 05: „Momoshiki and Kinshiki!!” (jap. モモシキとキンシキ!! Momoshiki to Kinshiki!!) - 06: „Buffoon” (jap. 中忍試験開始!! Usuratonkachi) - 07: „Collision...!!” (jap. 激突...!! Gekitotsu...!!) | Postacie z okładki: - Boruto Uzumaki - Naruto Uzumaki - Momoshiki Ōtsutsuki               | Postacie z okładki: - Boruto Uzumaki - Naruto Uzumaki - Momoshiki Ōtsutsuki               |
| Sukces Boruto w pierwszych egzaminach na Chūnina przyciąga uwagę jego ojca. W ich dalszej części Boruto używa technologii ninja, w wyniku czego zostaje zdyskwalifikowany przez Naruto. W tym samym momencie, Konoha zostaje zaatakowana przez wrogów Sasuke, których identyfikuje jako Momoshiki i Kinshiki Ōtsutsuki. Obawiając się zniszczenia wioski i śmierci jej mieszkańców, Naruto daje się porwać najeźdźcom, którzy chcą zabrać dziewięcioogoniastą bestię, zapieczętowaną w jego ciele. Po wyzdrowieniu Boruto zdaje sobie sprawę ze swoich błędów, jednak Sasuke motywuje go do wyruszenia na misję z przywódcami innych wiosek (Kage) w celu ratowania Naruto. Gdy Naruto zostaje uratowany, Boruto udaje się odnowić więzi z ojcem. Sasuke i Kage pokonują Kinshikiego, który zostaje wchłonięty przez Momoshikiego w celu zwiększenia jego mocy. | | |                                                                                           |                                                                                           |
| 3 | Moja historia...!! Ore no monogatari...!! (オレの物語...!!) | 2 maja 2017 ISBN 978-4-08-881078-2 | 6 marca 2018 ISBN 978-1-4215-9822-2                                                       | 31 lipca 2018 ISBN 978-83-7471-649-9                                                      |
| Lista rozdziałów: - 08: „You’ll Need to Do It” (jap. お前がやるんだ Omae ga yarunda!!) - 09: „You Remind Me Of...” (jap. まるでお前は Marude omae wa) - 10: „My Story!!” (jap. オレの物語...!! Ore no monogatari...!!) - 11: „A New Mission!!” (jap. 新たな任務!! Aratana ninmu!!) | Lista rozdziałów: - 08: „You’ll Need to Do It” (jap. お前がやるんだ Omae ga yarunda!!) - 09: „You Remind Me Of...” (jap. まるでお前は Marude omae wa) - 10: „My Story!!” (jap. オレの物語...!! Ore no monogatari...!!) - 11: „A New Mission!!” (jap. 新たな任務!! Aratana ninmu!!) | Lista rozdziałów: - 08: „You’ll Need to Do It” (jap. お前がやるんだ Omae ga yarunda!!) - 09: „You Remind Me Of...” (jap. まるでお前は Marude omae wa) - 10: „My Story!!” (jap. オレの物語...!! Ore no monogatari...!!) - 11: „A New Mission!!” (jap. 新たな任務!! Aratana ninmu!!) | Postacie z okładki: - Boruto Uzumaki - Sarada Uchiha - Mitsuki                            | Postacie z okładki: - Boruto Uzumaki - Sarada Uchiha - Mitsuki                            |
| Naruto i Sasuke łączą siły, aby pokonać Momoshikiego, jednak naukowiec Katasuke sprawia, że wróg odzyskuje swoją moc. Osłabiony Naruto dzieli się mocą ze swoim synem, dzięki czemu tworzą gigantycznego Rasengana. Z pomocą Sasuke Boruto udaje się zabić Momoshikiego. Jednakże przed śmiercią Momoshiki wszczepia pieczęć w dłoń Boruto, którą Sasuke postanawia zbadać. Po walce i odwołaniu egzaminów Boruto decyduje, że w przyszłości zostanie kimś takim, jak Sasuke, czyli strażnikiem wspierającym Hokage. Tym samym Boruto chce w przyszłości wspierać Saradę, która pragnie, tak jak Naruto, odnieść sukces jako następny Hokage. Wkrótce potem Boruto otrzymuje od swojego ojca misję ochrony syna Feudalnego Władcy Kraju Ognia, Tentō Madoki. | | |                                                                                           |                                                                                           |
| 4 | Wartość atutu!! Kirifuda no Kachi!! (切り札の価値!!) | 2 listopada 2017 ISBN 978-4-08-881227-4 | 4 września 2018 ISBN 978-1-9747-0140-7                                                    | 6 listopada 2018 ISBN 978-83-7471-744-1                                                   |
| Lista rozdziałów: - 12: „Friends!!” (jap. 友達...!! Tomodachi...!!) - 13: „The Value of a Hidden Ace!!” (jap. 切り札の価値!! Kirifuda no Kachi!!) - 14: „Teamwork!!” (jap. チームワーク...!! Chīmuwāku...!!) - 15: „The Supporting Shadow!!” (jap. 支う影...!! Kau kage...!!) | Lista rozdziałów: - 12: „Friends!!” (jap. 友達...!! Tomodachi...!!) - 13: „The Value of a Hidden Ace!!” (jap. 切り札の価値!! Kirifuda no Kachi!!) - 14: „Teamwork!!” (jap. チームワーク...!! Chīmuwāku...!!) - 15: „The Supporting Shadow!!” (jap. 支う影...!! Kau kage...!!) | Lista rozdziałów: - 12: „Friends!!” (jap. 友達...!! Tomodachi...!!) - 13: „The Value of a Hidden Ace!!” (jap. 切り札の価値!! Kirifuda no Kachi!!) - 14: „Teamwork!!” (jap. チームワーク...!! Chīmuwāku...!!) - 15: „The Supporting Shadow!!” (jap. 支う影...!! Kau kage...!!) | Postacie z okładki: - Boruto Uzumaki - Sasuke Uchiha                                      | Postacie z okładki: - Boruto Uzumaki - Sasuke Uchiha                                      |
| Boruto zaprzyjaźnia się z Tentō i uczy go używania shurikenów, działając jako jego ochroniarz. Gdy później dowiaduje sie, że Tentō został porwany przez bandytów zwanych Mujina, Boruto pyta Saradę, czy nie może dołączyć do ich następnej misji. Boruto ratuje Tentō przed kanibalistycznym Shojojim, który zamierzał zjeść młodego Madokę i przejąć tym samym jego wygląd. Podczas ich walki czakra Boruto zostaje zapieczętowana znakiem wszczepionym mu przez Momoshikiego, jednak Mitsuki i Sarada docierają na czas i ostatecznie udaje się im pokonać Shojojiego. Gdy Shojoji zostaje aresztowany, Sasuke przesłuchuje go, dowiadując się, że ten wie o znaku, znajdującym się na dłoni Boruto. Podczas przesłuchania Sasuke dowiaduje się też o tajemniczej organizacji o nazwie „Kara” (jap. 殻 Łuska), poszukującej ludzi posiadających specjalne znaki. | | |                                                                                           |                                                                                           |
| 5 | Ao (青) | 2 maja 2018 ISBN 978-4-08-881413-1 | 5 marca 2019 ISBN 978-1-9747-0512-2                                                       | 8 lutego 2019 ISBN 978-83-7471-745-8                                                      |
| Lista rozdziałów: - 16: „The Vessel” (jap. 器 Utsuwa) - 17: „Ao” (jap. 青 Ao) - 18: „The Hand” (jap. 手 Te) - 19: „Puppets” (jap. 人形 Ningyō) | Lista rozdziałów: - 16: „The Vessel” (jap. 器 Utsuwa) - 17: „Ao” (jap. 青 Ao) - 18: „The Hand” (jap. 手 Te) - 19: „Puppets” (jap. 人形 Ningyō) | Lista rozdziałów: - 16: „The Vessel” (jap. 器 Utsuwa) - 17: „Ao” (jap. 青 Ao) - 18: „The Hand” (jap. 手 Te) - 19: „Puppets” (jap. 人形 Ningyō) | Postacie z okładki: - Boruto Uzumaki                                                      | Postacie z okładki: - Boruto Uzumaki                                                      |
| Naruto i Sasuke informują Boruto o zbliżającym się niebezpieczeństwie i o tym, jak zespół powinien polegać na nowym typie technologii ninja stworzonej przez Katasuke. Podczas gdy Boruto początkowo jest temu przeciwny, Mitsuki przekonuje swojego kolegę z drużyny, że powinien to zaakceptować, ponieważ Sarada już to zrobiła i że jego marzeniem jest wspieranie następnego Hokage, tak jak strażnik Sasuke. Boruto, Sarada i Mitsuki ochraniają Katasuke nie wiedząc jednak, że grupa Kara ich poszukuje dzięki starszej osobie o imieniu Ao, agentowi pracującemu dla Kary. Po treningu z urządzeniami technologii ninja, zespół Boruto udaje się wraz z Katasuke w celu odnalezienia ich zaginionego kapitana grupy, Konohamaru Sarutobiego i jego partnera Mugino. Chociaż zespołowi udaje się odnaleźć Konohamaru i Mugino, to jednak zostają osaczeni przez Ao w jaskini. | | |                                                                                           |                                                                                           |
| 6 | Karma Kāma (楔) | 4 października 2018 ISBN 978-4-08-881656-2 | 4 czerwca 2019 ISBN 978-1-9747-0698-3                                                     | 28 maja 2019 ISBN 978-83-7471-746-5                                                       |
| Lista rozdziałów: - 20: „Scientific Ninja Tools” (jap. 科学忍具 Kagaku Ningu) - 21: „How You Use It” (jap. 使い方 Tsukaikata) - 22: „Fierce Battle Conclusion!” (jap. 激闘決着! Gekitō Kecchaku!) - 23: „Karma” (jap. 楔 Kāma) | Lista rozdziałów: - 20: „Scientific Ninja Tools” (jap. 科学忍具 Kagaku Ningu) - 21: „How You Use It” (jap. 使い方 Tsukaikata) - 22: „Fierce Battle Conclusion!” (jap. 激闘決着! Gekitō Kecchaku!) - 23: „Karma” (jap. 楔 Kāma) | Lista rozdziałów: - 20: „Scientific Ninja Tools” (jap. 科学忍具 Kagaku Ningu) - 21: „How You Use It” (jap. 使い方 Tsukaikata) - 22: „Fierce Battle Conclusion!” (jap. 激闘決着! Gekitō Kecchaku!) - 23: „Karma” (jap. 楔 Kāma) | Postacie z okładki: - Boruto Uzumaki - Koji Kashin - Ao                                   | Postacie z okładki: - Boruto Uzumaki - Koji Kashin - Ao                                   |
| Ao przytłacza drużynę Konohamaru, w wyniku czego Mugino poświęca się, aby pozostali ninja mogli uciec z jaskini. Dowiedziawszy się, że Katasuke był kontrolowany przez członków Kary za pomocą techniki iluzji, Drużyna Konohamaru opracowuje plan ponownej walki z Ao. W drugiej walce z agentem Kary, Drużyna Konohamaru oszukuje Ao i daje mu więcej narzędzi ninja, aby pokonać go Rasenganem Boruto. Po porażce Ao przybywa inny członek Kary, Koji Kashin, który zabija własnego agenta. Koji walczy z Konohamaru jeden na jednego, zdobywając przewagę. Nim Konohamaru zostaje zabity, pieczęć Boruto aktywuje się w postaci większego znaku, który pochłania technikę Kojiego. Koji nazywa znak na dłoni Uzumakiego Karmą (jap. 楔 Kāma). Gdy Kashin decyduje się opuścić ten obszar, Drużyna Konohamaru zamierza wrócić do wioski, lecz po drodze trafia na młodego Kawakiego, który również posiada znak Karmy. | | |                                                                                           |                                                                                           |
| 7 | Kawaki (カワキ) | 4 lutego 2019 ISBN 978-4-08-881722-4 | 5 listopada 2019 ISBN 978-1-9747-0699-0                                                   | 19 września 2019 ISBN 978-83-7471-747-2                                                   |
| Lista rozdziałów: - 24: „Kawaki” (jap. カワキ Kawaki) - 25: „Resonance” (jap. 共鳴 Kyōmei) - 26: „A Present” (jap. 贈り物 Okurimono) - 27: „Breakdown in Negotiations...!!” (jap. 交渉決裂...!! Kōshō ketsuretsu...!!) | Lista rozdziałów: - 24: „Kawaki” (jap. カワキ Kawaki) - 25: „Resonance” (jap. 共鳴 Kyōmei) - 26: „A Present” (jap. 贈り物 Okurimono) - 27: „Breakdown in Negotiations...!!” (jap. 交渉決裂...!! Kōshō ketsuretsu...!!) | Lista rozdziałów: - 24: „Kawaki” (jap. カワキ Kawaki) - 25: „Resonance” (jap. 共鳴 Kyōmei) - 26: „A Present” (jap. 贈り物 Okurimono) - 27: „Breakdown in Negotiations...!!” (jap. 交渉決裂...!! Kōshō ketsuretsu...!!) | Postacie z okładki: - Kawaki                                                              | Postacie z okładki: - Kawaki                                                              |
| Kiedy były członek Kary, Kawaki, budzi się, pojawia się Garō z tej samej organizacji i chce go odzyskać, nazywając go „naczyniem”. Używając swojej mocy Karmy, Kawaki udaje się zabić wroga, ale traci przytomność. Konohamaru postanawia zabrać go do Wioski Liścia, gdzie Naruto postanawia zaopiekować się nim, aby chronić go przed wrogami. W rezultacie Boruto i Kawaki zaczynają żyć razem i od początku mają problemy z dogadaniem się. Boruto nie podoba się to, jak Kawaki zniszczył ulubiony wazon Himawari, a drugi nienawidzi jak Boruto mówi mu co może robić i mówić, a co nie. Jednakże po pewnym czasie Kawaki decyduje się opowiedzieć rodzinie Uzumakich o swojej przeszłości, ponieważ pamięta czas, kiedy jego okrutny ojciec sprzedał go Jigenowi, który następnie wykorzystał go do eksperymentów i w ten sposób przekazał Kawakiemu Karmę. | | |                                                                                           |                                                                                           |
| 8 | Potwór...!! Bakemon...!! (怪物...!!) | 4 czerwca 2019 ISBN 978-4-08-881865-8 | 7 kwietnia 2020 ISBN 978-1-9747-0879-6                                                    | 27 lutego 2020 ISBN 978-83-7471-748-9                                                     |
| Lista rozdziałów: - 28: „Flowers” (jap. 花 Hana) - 29: „Shadow Clone Technique” (jap. 影分身の術 Kage Bunshin no Jutsu) - 30: „Face-to-Face!!” (jap. 対峙!! Taiji!!) - 31: „Monsters...!!” (jap. 怪物...!! Bakemon...!!) | Lista rozdziałów: - 28: „Flowers” (jap. 花 Hana) - 29: „Shadow Clone Technique” (jap. 影分身の術 Kage Bunshin no Jutsu) - 30: „Face-to-Face!!” (jap. 対峙!! Taiji!!) - 31: „Monsters...!!” (jap. 怪物...!! Bakemon...!!) | Lista rozdziałów: - 28: „Flowers” (jap. 花 Hana) - 29: „Shadow Clone Technique” (jap. 影分身の術 Kage Bunshin no Jutsu) - 30: „Face-to-Face!!” (jap. 対峙!! Taiji!!) - 31: „Monsters...!!” (jap. 怪物...!! Bakemon...!!) | Postacie z okładki: - Delta - Naruto Uzumaki                                              | Postacie z okładki: - Delta - Naruto Uzumaki                                              |
| Gdy Kawaki zaczyna przywiązywać się do rodziny Uzumakich, członkowie Kary, Koji i Delta, planują wejść do wioski, aby odebrać swojego byłego członka. Koji wkracza do wioski niezauważony i pozostawia Deltę samą sobie. Po obejrzeniu treningu Boruto i Naruto, Kawaki postanawia wyjaśnić im, w jaki sposób pieczęć Karma jest w stanie wzmocnić umiejętności ich użytkowników. Widząc, że Kawaki chce naprawić wazon Himawari, Boruto i jego przybrany brat również zaczynają trenować, aby opanować swoje Karmy. Nie są jednak świadomi, że Koji ich obserwuje. Z kolei Delta pojawia się w okolicy i zaczyna walczyć z Naruto, aby zabrać Kawakiego z powrotem. | | |                                                                                           |                                                                                           |
| 9 | Twoja decyzja Omae Shidai (お前次第) | 4 października 2019 ISBN 978-4-08-882081-1 | 4 sierpnia 2020 ISBN 978-1-9747-1702-6                                                    | 15 września 2020 ISBN 978-83-7471-749-6                                                   |
| Lista rozdziałów: - 32: „Owed Debts” (jap. 義理 Giri) - 33: „Exceeding the Limits...!!” (jap. 限界突破...!! Genkai toppa...!!) - 34: „Training!!” (jap. 修業!! Shugyō!!) - 35: „Up to You” (jap. お前次第 Omae shidai) | Lista rozdziałów: - 32: „Owed Debts” (jap. 義理 Giri) - 33: „Exceeding the Limits...!!” (jap. 限界突破...!! Genkai toppa...!!) - 34: „Training!!” (jap. 修業!! Shugyō!!) - 35: „Up to You” (jap. お前次第 Omae shidai) | Lista rozdziałów: - 32: „Owed Debts” (jap. 義理 Giri) - 33: „Exceeding the Limits...!!” (jap. 限界突破...!! Genkai toppa...!!) - 34: „Training!!” (jap. 修業!! Shugyō!!) - 35: „Up to You” (jap. お前次第 Omae shidai) | Postacie z okładki: - Boruto Uzumaki - Kawaki                                             | Postacie z okładki: - Boruto Uzumaki - Kawaki                                             |
| Ponieważ ciało Delty jest pokryte zdolnością pochłaniania czakry, Naruto udaje się ją pokonać dzięki użyciu jej umiejętności do granic możliwości. Delta ucieka i ponownie łączy się z Karą i rozmawia z nimi o Boruto posiadającym Karmę, której również poszukują. Podziwiając go ze względu na ochronę, którą mu dał, Kawaki prosi Naruto, aby zaczął go trenować, aby stał się ninja, takim jak Boruto. Hokage się zgadza. W międzyczasie Sasuke kontynuuje badanie organizacji Kara i udaje się w nieznane miejsce związane z Karą o współrzędnych, które Konoha zdołała zdobyć. Odkrywa tam istnienie innego Ōtsutsukiego oraz Dziesięcioogoniastego, personifikację stworzenia, które on i Naruto zapieczętowali 15 lat temu podczas Czwartej Wielkiej Wojny Ninja. Po chwili Jigen przybywa i absorbuje czakrę stwora i udaje się na poszukiwanie dwóch „naczyń”: Boruto i Kawakiego W tym samym czasie Sasuke wycofuje się, aby ostrzec Naruto, uznając sytuację za zbyt niebezpieczną, by walczyć w pojedynkę. | | |                                                                                           |                                                                                           |
| 10 | Morderca Yabai yarō (ヤバイ野郎) | 4 stycznia 2020 ISBN 978-4-08-882193-1 | 2 lutego 2021 ISBN 978-1-9747-1869-6                                                      | 15 marca 2021 ISBN 978-83-7471-880-6                                                      |
| Lista rozdziałów: - 36: „Surprise Attack...!!” (jap. 急襲...!! Kyūshū...!!) - 37: „United Front!!” (jap. 共闘!! Kyōtō!!) - 38: „He’s Bad News” (jap. ヤバイ野郎 Yabai yarō) - 39: „Proof” (jap. 証明 Shōmei) | Lista rozdziałów: - 36: „Surprise Attack...!!” (jap. 急襲...!! Kyūshū...!!) - 37: „United Front!!” (jap. 共闘!! Kyōtō!!) - 38: „He’s Bad News” (jap. ヤバイ野郎 Yabai yarō) - 39: „Proof” (jap. 証明 Shōmei) | Lista rozdziałów: - 36: „Surprise Attack...!!” (jap. 急襲...!! Kyūshū...!!) - 37: „United Front!!” (jap. 共闘!! Kyōtō!!) - 38: „He’s Bad News” (jap. ヤバイ野郎 Yabai yarō) - 39: „Proof” (jap. 証明 Shōmei) | Postacie z okładki: - Sasuke Uchiha - Naruto Uzumaki - Jigen (Isshiki Ōtsutsuki)          | Postacie z okładki: - Sasuke Uchiha - Naruto Uzumaki - Jigen (Isshiki Ōtsutsuki)          |
| Karma Boruto aktywuje się, gdy Jigen siłą aktywuje Karmę Kawakiego i teleportuje się do Konohy z zamiarem odzyskania swojego adoptowanego syna. Naruto szybko zostaje obezwładniony i przygwożdżony. Gdy Kawaki zostaje sam, by stawić czoła Jigenowi, w wyniku czego jego Karma rozwija się do momentu pojawienia się rogu, Uzumaki szybko wraca do walki i ratuje chłopaka. Nawet gdy Kawaki poddaje się Jigenowi, obawiając się, co mógłby zrobić Naruto, Jigen widząc, że Naruto nie chce współpracować, teleportuje go do innego wymiaru. Po chwili przybywa tam też Sasuke. Chociaż początkowo udaje im się odepchnąć Jigena, zdobywając wiedzę o jego zdolności zmniejszania obiektów, to Jigen w pełni aktywuje swoją Karmę i zdecydowanie obezwładnia oraz krytycznie rani tę dwójkę, nawet wtedy gdy oni również wykorzystują pełną moc. Naruto poświęca się, żeby Sasuke mógł uciec, a następnie zostaje zapieczętowany. W tym samym czasie walka znacznie osłabiła Jigena, który okazuje się być „naczyniem” Isshikiego Ōtsutsuki. Ten przeklina słabość tego ciała i jest zmuszony wycofać się do bazy, żeby odpocząć 2 dni. Koji, dzięki dedukcji, opuszcza Konohę, aby spróbować zabić Jigena. W międzyczasie Siły Policyjne i Drużyna 7. Konohy przybywają za późno do miejsca pobytu Kawakiego. Wtedy też proteza jego ręki wyłącza się na chwilę, co jest dowodem na to, że Naruto przegrał z Jigenem, ale wciąż żyje. Następnie Kawaki i Boruto otwierają portal do innego wymiaru i przechodzą na drugą stronę wraz z Drużyną 7. Na miejscu odnajdują Boro, innego członka Kary, strzegącego naczynia, w której Jigen zapieczętował Naruto. | | |                                                                                           |                                                                                           |
| 11 | Nowa Drużyna Siódma Shinsei dainanahan (新生第七班) | 13 maja 2020 ISBN 978-4-08-882290-7 | 4 maja 2021 ISBN 978-1-9747-2095-8                                                        | 1 maja 2021 ISBN 978-83-7471-881-3                                                        |
| Lista rozdziałów: - 40: „The Invisible Jutsu” (jap. 見えざる術 Miezaru jutsu) - 41: „The New Team Seven” (jap. 新生第七班 Shinsei dainanahan) - 42: „Regeneration” (jap. 再生 Saisei) - 43: „Manifestation...!!” (jap. 顕現...!! Kengen...!!) | Lista rozdziałów: - 40: „The Invisible Jutsu” (jap. 見えざる術 Miezaru jutsu) - 41: „The New Team Seven” (jap. 新生第七班 Shinsei dainanahan) - 42: „Regeneration” (jap. 再生 Saisei) - 43: „Manifestation...!!” (jap. 顕現...!! Kengen...!!) | Lista rozdziałów: - 40: „The Invisible Jutsu” (jap. 見えざる術 Miezaru jutsu) - 41: „The New Team Seven” (jap. 新生第七班 Shinsei dainanahan) - 42: „Regeneration” (jap. 再生 Saisei) - 43: „Manifestation...!!” (jap. 顕現...!! Kengen...!!) | Postacie z okładki: - Kawaki - Sarada Uchiha - Boruto Uzumaki - Mitsuki                   | Postacie z okładki: - Kawaki - Sarada Uchiha - Boruto Uzumaki - Mitsuki                   |
| Zespół Boruto ma problemy z Boro, który jest w stanie zregenerować swoje ciało niezależnie od technik, które go zraniły. Jako że Boruto i Kawakiemu kończy się czakra, Saradzie udaje się wykonać technikę swojego ojca, Chidori, aby zdobyć przewagę i osłabić Boro. Gdy grupa przygotowuje się do zabrania Naruto z powrotem do wioski, Boro wykorzystuje swoje ostatnie siły, aby ich pokonać. Następnie Boruto zostaje opętany przez Momoshikiego, który absorbuje czakrę Naruto w celu zabicia Boro, traktując młodego ninja jak „naczynie”, którym musi się zająć. Po śmierci Boro, Boruto i jego przyjaciele wracają do Konohy, podczas gdy Koji przybywa do siedziby Kary, aby zabić Jigena. Z kolei Amado okazuje się być po stronie Kojiego. | | |                                                                                           |                                                                                           |
| 12 | Prawda Shōtai (正体) | 4 września 2020 ISBN 978-4-08-882412-3 | 7 września 2021 ISBN 978-1-9747-2277-8                                                    | 1 grudnia 2021 ISBN 978-83-7471-882-0                                                     |
| Lista rozdziałów: - 44: „Amado” (jap. アマド Amado) - 45: „Defection” (jap. 亡命 Bōmei) - 46: „True Identity” (jap. 正体 Shōtai) - 47: „Predestined Fate” (jap. 宿命 Shukumei) | Lista rozdziałów: - 44: „Amado” (jap. アマド Amado) - 45: „Defection” (jap. 亡命 Bōmei) - 46: „True Identity” (jap. 正体 Shōtai) - 47: „Predestined Fate” (jap. 宿命 Shukumei) | Lista rozdziałów: - 44: „Amado” (jap. アマド Amado) - 45: „Defection” (jap. 亡命 Bōmei) - 46: „True Identity” (jap. 正体 Shōtai) - 47: „Predestined Fate” (jap. 宿命 Shukumei) | Postacie z okładki: - Boruto Uzumaki                                                      | Postacie z okładki: - Boruto Uzumaki                                                      |
| Członek Kary Amado zdradza organizację i przybywa do Wioski Liścia, prosząc Hokage o ochronę w zamian za informacje. Amado wyjawia naturę znaku Karmy i sposób, w jaki Boruto i Kawaki mają zostać opętani przez Ōtsutsukich. Mówi też, że prawdziwym przywódcą Kary jest Isshiki Ōtsutsuki, który opętał Jigena, gdy został zdradzony przez Kaguyę, kiedy przybyli na Ziemię tysiące lat temu, a Karma pozwala klanowi Ōtsutsuki na wskrzeszenie poprzez ciało gospodarza. W trakcie dyskusji Koji Kashin okazuje się kolejnym zdrajcą i wykorzystuje zdolności, które odziedziczył po legendarnym ninja Jiraiyi, aby zabić Jigena. Gdy mu się to niemal udaje, Isshiki Ōtsutsuki dokonuje niedoskonałej reinkarnacji z ciała Jigena i pokonuje Kojiego. Po usunięciu Karmy Kawakiego, Isshiki nagle teleportuje się na obrzeża Wioski Liścia. | | |                                                                                           |                                                                                           |
| 13 | Ofiara Ikenie (生贄) | 4 stycznia 2021 ISBN 978-4-08-882537-3 | 4 stycznia 2022 ISBN 978-1-9747-2534-2                                                    | 19 lipca 2021 ISBN 978-83-7471-954-4                                                      |
| Lista rozdziałów: - 48: „Time Limit...!!” (jap. タイムリミット...!! Taimu Rimitto...!!) - 49: „Prepared” (jap. 覚悟 Kakugo) - 50: „Potential Value” (jap. 利用価値 Riyō kachi) - 51: „Sacrifice” (jap. 生贄 Ikenie) | Lista rozdziałów: - 48: „Time Limit...!!” (jap. タイムリミット...!! Taimu Rimitto...!!) - 49: „Prepared” (jap. 覚悟 Kakugo) - 50: „Potential Value” (jap. 利用価値 Riyō kachi) - 51: „Sacrifice” (jap. 生贄 Ikenie) | Lista rozdziałów: - 48: „Time Limit...!!” (jap. タイムリミット...!! Taimu Rimitto...!!) - 49: „Prepared” (jap. 覚悟 Kakugo) - 50: „Potential Value” (jap. 利用価値 Riyō kachi) - 51: „Sacrifice” (jap. 生贄 Ikenie) | Postacie z okładki: - Boruto Uzumaki - Isshiki Ōtsutsuki - Naruto Uzumaki - Sasuke Uchiha | Postacie z okładki: - Boruto Uzumaki - Isshiki Ōtsutsuki - Naruto Uzumaki - Sasuke Uchiha |
| Isshiki atakuje miasto w poszukiwaniu Kawakiego, mając nadzieję na wszczepienie mu nowej Karmy, zanim jego niedoskonałe ciało ulegnie zniszczeniu. W międzyczasie shinobi z Liścia nakazują ewakuację i wspólnie z Amado opracowują strategię powstrzymania Isshikiego do czasu, aż skończy się jego pozostała długość życia. Naruto wyrusza na spotkanie z Isshikim w walce, podczas gdy Boruto mówi Sasuke, że boi się opętania przez Momoshikiego i przez to zranienia swoich towarzyszy; Sasuke przysięga, że powstrzyma to, nawet jeśli będzie musiał go zabić. Kiedy Sasuke i Boruto przybywają, Boruto używa swojej Karmy, aby przenieść siebie i Isshikiego do innego wymiaru, a Sasuke i Naruto przybywają chwilę później. Tam doznają poważnych obrażeń od ataku Isshikiego, a Naruto i Kurama decydują się zaryzykować życie, wykorzystując nową transformację w ostatniej próbie powstrzymania Ōtsutsukiego. | | |                                                                                           |                                                                                           |
| 14 | Dziedzictwo Uketsugu Mono (受け継ぐもの) | 30 kwietnia 2021 ISBN 978-4-08-882645-5 | 3 maja 2022 ISBN 978-1-9747-2534-2                                                        | 23 sierpnia 2022 ISBN 978-83-7471-955-1                                                   |
| Lista rozdziałów: - 52: „Baryon Mode” (jap. 重粒子モード Barion Mōdo) - 53: „That’s Reality” (jap. これが現実 Kore ga Genjitsu) - 54: „Bro” (jap. 兄弟 Kyōdai) - 55: „Legacy” (jap. 受け継ぐもの Uketsugu Mono) | Lista rozdziałów: - 52: „Baryon Mode” (jap. 重粒子モード Barion Mōdo) - 53: „That’s Reality” (jap. これが現実 Kore ga Genjitsu) - 54: „Bro” (jap. 兄弟 Kyōdai) - 55: „Legacy” (jap. 受け継ぐもの Uketsugu Mono) | Lista rozdziałów: - 52: „Baryon Mode” (jap. 重粒子モード Barion Mōdo) - 53: „That’s Reality” (jap. これが現実 Kore ga Genjitsu) - 54: „Bro” (jap. 兄弟 Kyōdai) - 55: „Legacy” (jap. 受け継ぐもの Uketsugu Mono) | Postacie z okładki: - Kawaki - Naruto Uzumaki - Boruto Uzumaki - Isshiki Ōtsutsuki - Code | Postacie z okładki: - Kawaki - Naruto Uzumaki - Boruto Uzumaki - Isshiki Ōtsutsuki - Code |
| Naruto przytłacza Isshikiego za pomocą Trybu Barionowego, a Kurama wyjaśnia, że będzie on nadal łączyć ich czakrę, dopóki jeden z nich nie umrze, ale łącząc się z czakrą Ōtsutsukiego, wpłynie to również na niego. Technika Naruto skraca żywotność Isshikiego, jednak zyskuje on przewagę i zdaje sobie sprawę, że może wyczuć Kawakiego poprzez protetyczne ramię Naruto. Otwiera portal i ściąga go na pole bitwy. Sasuke pomaga Kawakiemu uciec i ukryć się, ale kiedy Isshiki torturuje i grozi zabiciem Naruto, postanawia się ujawnić. Isshiki próbuje wszczepić nową Karmę Kawakiemu tylko po to, aby znamię chwilę później zniknęło; gdy ciało Isshikiego się rozpada, Kawaki ujawnia, że oszukał go używając Klonów Cienia i zabija go, niszcząc jego szczątki. Następnie Momoshiki nagle przejmuje kontrolę nad ciałem Boruto i atakuje, niszcząc Rinnegana Sasuke. Gdy Kawaki i Sasuke walczą, Momoshiki ujawnia swój plan porwania Kawakiego i kradzieży Dziesięcioogoniastego Isshikiego. Jednak Boruto odzyskuje kontrolę nad ciałem, gdy Kawaki zmusza Momoshikiego do wchłonięcia czakry. Po bitwie Kurama żegna się z Naruto i znika, a resztki jego czakry zostają pochłonięte przez Tryb Barionowy. Boruto i Kawaki potwierdzają swoją braterską więź, a potem Boruto używa swojej Karmy, aby przetransportować sponiewieraną grupę do Konohy. W wymiarze Kary, Code okazuje się nosić unikalną Białą Karmę i odwiedza go zanikający duch Isshikiego, który mówi mu, że chociaż nie może być używany jako naczynie, to może użyć swojej karmy, aby przekształcić się w Ōtsutsukiego i kontynuować dziedzictwo klanu: pożerać światy i ewoluować, aż do osiągnięcia boskości. Code aktywuje swoją Karmę i przysięga pomścić Isshikiego. | | |                                                                                           |                                                                                           |
| 15 | O głupkach i draniach Baka to Hasami to Kuso Yarō (馬鹿と鋏とクソ野郎) | 3 września 2021 ISBN 978-4-08-882774-2 | 4 października 2022 ISBN 978-1-9747-3232-6                                                | 30 września 2022 ISBN 978-83-8264-095-3                                                   |
| Lista rozdziałów: - 56: „Code” (jap. コード Kōdo) - 57: „Ada” (jap. エイダ Eida) - 58: „The Right Job for Idiots and Bastards” (jap. 馬鹿と鋏とクソ野郎 Baka to Hasami to Kuso Yarō) - 59: „Knight” (jap. 騎士 Naito) | Lista rozdziałów: - 56: „Code” (jap. コード Kōdo) - 57: „Ada” (jap. エイダ Eida) - 58: „The Right Job for Idiots and Bastards” (jap. 馬鹿と鋏とクソ野郎 Baka to Hasami to Kuso Yarō) - 59: „Knight” (jap. 騎士 Naito) | Lista rozdziałów: - 56: „Code” (jap. コード Kōdo) - 57: „Ada” (jap. エイダ Eida) - 58: „The Right Job for Idiots and Bastards” (jap. 馬鹿と鋏とクソ野郎 Baka to Hasami to Kuso Yarō) - 59: „Knight” (jap. 騎士 Naito) | Postacie z okładki: - Eida - Boruto Uzumaki - Code - Kawaki - Amado                       | Postacie z okładki: - Eida - Boruto Uzumaki - Code - Kawaki - Amado                       |
| Po pokonaniu Isshikiego, dowództwo Konohy i Pięciu Kage ruszają, aby zbadać pozostałości Kary, jednocześnie ukrywając wydarzenia związane z Karmą i Momoshikim oraz Drużynę Siódmą na czas nieokreślony. Z kolei Amado dostarcza wiosce informacje na temat organizacji, nadzoruje odbudowę prawego ramienia Kawakiego i dostarcza Boruto niebezpieczne lekarstwo tłumiące Byakugana, które spowolni postęp jego Karmy. Kawaki wyjaśnia Boruto, co wie o Code oraz sugeruje, że Boruto może być w stanie wszczepić Code'owi własną Karmą, jako sposób na ożywienie, gdyby Momoshiki przejął jego ciało. Przewidując konfrontację i uznając, że zarówno Naruto, jak i Sasuke zostali poważnie osłabieni, nowa Drużyna Siódma postanawia trenować. Mimo tego Kawaki jest sfrustrowany brakiem postępów. Amado oferuje mu wszczepienie nowej Karmy, aby umożliwić mu dostęp do ukrytych zdolności Isshikiego, jednak Kawaki odmawia. Z kolei Sumire staje się coraz bardziej podejrzliwa co do motywów Amado. Tymczasem Code infiltruje ośrodek należący do kultu Boro oraz rekrutuje Eidę i Daemona, rodzeństwo Zewnętrznych o potężnych zdolnościach, które zostały cybernetycznie wzmocnione przez Amado i skierowane do likwidacji przez Jigena. Eida posiada Senrigana, unikalne dōjutsu, które pozwala jej obserwować każdą chwilę, która wydarzyła się podczas jej życia oraz zdolność oczarowania każdego oprócz Ōtsutsukich i osób z nimi powiązanych. Poddając się jej urokowi, Code wyjaśnia, że chce zmusić Amado do usunięcia ogranicznika, aby móc pomścić Isshikiego. Eida zgadza się do niego dołączyć, mając nadzieję, że Kawaki lub Boruto będą w stanie oprzeć się jej zdolnościom i znajdzie się ktoś, w kim naprawdę będzie mogła się zakochać. | | |                                                                                           |                                                                                           |
| 16 | Madness Kyōki (狂気) | 4 stycznia 2022 ISBN 978-4-08-882893-0 | 7 lutego 2023 ISBN 978-1-9747-3472-6                                                      | –                                                                                         |
| Lista rozdziałów: - 60: „A Place to Belong” (jap. 居場所 Ibasho) - 61: „Madness” (jap. 狂気 Kyōki) - 62: „Run-in” (jap. 邂逅 Kaikō) - 63: „Ask No Questions” (jap. 問答無用 Mondōmuyō) | Lista rozdziałów: - 60: „A Place to Belong” (jap. 居場所 Ibasho) - 61: „Madness” (jap. 狂気 Kyōki) - 62: „Run-in” (jap. 邂逅 Kaikō) - 63: „Ask No Questions” (jap. 問答無用 Mondōmuyō) | Lista rozdziałów: - 60: „A Place to Belong” (jap. 居場所 Ibasho) - 61: „Madness” (jap. 狂気 Kyōki) - 62: „Run-in” (jap. 邂逅 Kaikō) - 63: „Ask No Questions” (jap. 問答無用 Mondōmuyō) | Postacie z okładki: - Boruto Uzumaki - Kawaki                                             | Postacie z okładki: - Boruto Uzumaki - Kawaki                                             |
| Napięcie narasta, gdy sieć czarnych pasów, Znaków Pazurów Code'a, zostają odkryte na obrzeżach wioski i w innych miejscach, które Code może wykorzystać do natychmiastowego przemieszczania się z jednego miejsca do drugiego. Sumire naciska Amado, aby ten wyjawił szczegóły swoich planów, dowiadując się, że przygotowuje on nieznanego cyborga, aby pomóc chronić wioskę. Code testuje zdolność Daemona, która odzwierciedla każdy atak na atakującego. Następnie wyrusza do Konohy. Kawaki zmaga się z poczuciem winy za sprowadzenie niebezpieczeństwa na wioskę, jednak Naruto akceptuje go jako swojego syna i mówi mu, że Konoha jest teraz jego domem. Tego wieczoru domownicy Uzumaki urządzają Kawakiemu przyjęcie powitalne, a Boruto daje mu swoją starą opaskę na głowę. Następnego dnia Amado ostrzega Shikamaru, że przywiązanie Kawakiego do Naruto graniczy z szaleństwem. O zmroku Kawaki zastanawia się nad propozycją Amado, który może przywrócić mu Karmę, a następnie wykorzystuje swoje utajone moce Ōtsutsuki, aby wymazać swoją sygnaturę czakry i uciec z wioski. Wkrótce spotyka Code'a w pobliskim lesie, podczas gdy Boruto i Naruto zdają sobie sprawę, że Kawaki zaginął i tym samym zawiązują grupę poszukiwawczą; Boruto odkrywa, że nadal może wyczuć Kawakiego i podąża jego tropem. Kawaki oddaje swoje życie Code'owi w zamian za bezpieczeństwo wioski, jednak ten odmawia. Zamiast tego zamierza schwytać zarówno Boruto, jak i Kawakiego, aby jednym nakarmić Dziesięcioogoniastego, a drugiego przedstawić Eidzie. Ostatecznie dochodzi do walki. Boruto przybywa, aby pomóc Kawakiemu, jednak para zostaje pobita przez Code'a, który używa Prawdziwej Esencji Karmy w celu uzyskania dostępu do wieków doświadczeń z walk, które się w niej znajdują. Po chwili Boruto również aktywuje moc oraz manifestuje Byakugan Momoshikiego w swoim prawym oku. | | |                                                                                           |                                                                                           |
| 17 | Rift Kiretsu (亀裂) | 2 maja 2022 ISBN 978-4-08-883112-1 | 1 sierpnia 2023 ISBN 978-1-9747-3662-1                                                    | –                                                                                         |
| Lista rozdziałów: - 64: „Control” (jap. 支配 Kontorōru) - 65: „Kāma Power” (jap. 楔 Chikara) - 66: „Do-or-Die” (jap. ヤるかヤラレるか Yaru ka Yarareru ka) - 67: „Rift” (jap. 亀裂 Kiretsu) | Lista rozdziałów: - 64: „Control” (jap. 支配 Kontorōru) - 65: „Kāma Power” (jap. 楔 Chikara) - 66: „Do-or-Die” (jap. ヤるかヤラレるか Yaru ka Yarareru ka) - 67: „Rift” (jap. 亀裂 Kiretsu) | Lista rozdziałów: - 64: „Control” (jap. 支配 Kontorōru) - 65: „Kāma Power” (jap. 楔 Chikara) - 66: „Do-or-Die” (jap. ヤるかヤラレるか Yaru ka Yarareru ka) - 67: „Rift” (jap. 亀裂 Kiretsu) | Postacie z okładki: - Code - Daemon - Eida                                                | Postacie z okładki: - Code - Daemon - Eida                                                |
| Boruto wykorzystuje prawdziwą esencję Karmy i łączy siły z Kawakim, aby walczyć z Codem. Po powrocie do wioski Naruto wchodzi w Tryb Mędrca, rozstaje się z Hinatą i Himawari, a następnie wyrusza na pole bitwy wraz z Shikamaru. Gdy Boruto i Kawaki zaczynają zdobywać przewagę, Boruto upada i chwyta się za klatkę piersiową, doświadczając efektu ubocznego leku tłumiącego Byakugana dostarczonego przez Amado. Dusza Momoshikiego odsuwa świadomość Boruto na bok, aby mógł skorzystać z okazji, aby zabić Code'a i ukraść Dziesięcioogoniastego Isshikiego. Kontrolując ciało Boruto, Momoshiki obezwładnia Code'a, zmuszając go do próby porwania Kawakiego i wycofania się. Jednak, kiedy Naruto i Shikamaru przybywają, Momoshiki zmienia swoje plany i postanawia połączyć siły z Codem, aby zabić Hokage. Gdy atakuje Naruto Masywnym Rasenganem (jap. 超大玉螺旋丸 Chō Ōdama Rasengan), Kawaki niespodziewanie reaktywuje swoją Karmę i absorbuje atak, aktywując prawdziwą esencję Karmy i budząc dōjutsu Isshikiego w lewym oku. Kawaki przystępuje do walki z Momoshikim jeden na jednego, podczas gdy Code bierze Shikamaru jako zakładnika. Kawaki uwalnia umiejętności Isshikiego i obaj ścierają się wielokrotnie, aż Boruto zaczyna odzyskiwać przytomność, ostatecznie ujarzmiając wolę Momoshikiego na tyle długo, aby poprosić Kawakiego o zabicie go. Kawaki zobowiązuje się bez wahania, zabijając Boruto, dźgając go w klatkę piersiową przekształconą prawą ręką. Naruto opłakuje utratę syna, podczas gdy Kawaki zwraca uwagę na Code'a, który zmniejszył swoje Znaki Pazurów, aby uniemożliwić mu ucieczkę. Jednak chwilę przed tym, jak Kawaki ma zadać śmiertelny cios, Code wyciąga Daemona ze Znaku Pazurów na czole i odbija atak, ogłuszając Kawakiego, a następnie ucieka z powrotem do swojej bazy. Boruto budzi się i pociesza Naruto, a retrospekcja ujawnia, że Momoshiki użył niekompletnej Karmy, aby naprawić ranę Boruto i przywrócić go do życia, poświęcając swoją zdolność do reinkarnacji, jednak zapewniając, że jego dusza nie zostanie zniszczona w wyniku śmierci jego nosiciela. Momoshiki ostrzega Boruto, że zbliża się czas jego przepowiedni. Gdy wszyscy wracają do wioski, Code wyjawia Eidzie, że przygotował sposób na infiltrację wioski za pomocą Shikamaru. | | |                                                                                           |                                                                                           |
| 18 | Rift Kiretsu (亀裂) | 2 września 2022 ISBN 978-4-08-883247-0 | 5 grudnia 2023 ISBN 978-1-9747-4099-4                                                     | –                                                                                         |
| Lista rozdziałów: - 68: „Scar” (jap. 痕 Ato) - 69: „Captives” (jap. 虜 Toriko) - 70: „From the Bottom of My Heart” (jap. 心の底から Kokoronosokokara) - 71: „Hindrance” (jap. 邪魔者 Jama-sha) | Lista rozdziałów: - 68: „Scar” (jap. 痕 Ato) - 69: „Captives” (jap. 虜 Toriko) - 70: „From the Bottom of My Heart” (jap. 心の底から Kokoronosokokara) - 71: „Hindrance” (jap. 邪魔者 Jama-sha) | Lista rozdziałów: - 68: „Scar” (jap. 痕 Ato) - 69: „Captives” (jap. 虜 Toriko) - 70: „From the Bottom of My Heart” (jap. 心の底から Kokoronosokokara) - 71: „Hindrance” (jap. 邪魔者 Jama-sha) | Postacie z okładki: - Shikamaru Nara - Amado Sanzu - Sumire Kakei                         | Postacie z okładki: - Shikamaru Nara - Amado Sanzu - Sumire Kakei                         |
| Po powrocie do Konohy Boruto czuje, że będzie w stanie lepiej używać mocy Momoshikiego i ponownie spotyka się z Saradą i Mitsukim, którzy chcą być silniejsi, aby pomóc Boruto. Amado jest przesłuchiwany za potajemne przywrócenie Karmy Kawakiego bez pozwolenia i pozostaje podejrzany mimo jego usprawiedliwień. Naruto i Shikamaru kłócą się o to, jak poradzić sobie z Kawakim, który zabił Boruto. Shikamaru martwi się, że Kawaki zrobi wszystko dla Naruto, przypuszczając, że nikt w wiosce nie jest wystarczająco silny, aby go powstrzymać, gdyby poszedł za daleko. Naruto przysięga kontynuować wspieranie Kawakiego jako swojego syna. Podczas gdy Sasuke ostrzega Drużynę Siódmą, że Code może powrócić w każdej chwili, Shikamaru konfrontuje się z Amado. Nagle Code pojawia się ze Znaku Pazura umieszczonego na plecach Shikamaru podczas poprzedniego spotkania. Ten ujawnia, że był świadomy techniki i aktywował Deltę, nakazując jej schwytanie Code'a, ujawniając, że została odbudowana przez Amado jako sojusznik Konohy. Code sprowadza Eidę przez jeden ze swoich Znaków Pazura, a ona oczarowuje wszystkich w pokoju, pozwalając Code'owi porwać Amado, zanim ktokolwiek zdoła go powstrzymać. W swojej bazie Code torturuje Amado, dopóki ten nie zdejmie jego ograniczników mocy, a potem przygotowuje się do zabicia go. Amado próbuje negocjować z Eidą, sugerując, aby ona i Daemon uciekli z nim do Wioski Liścia, ponieważ pozwoliłoby to jej spotkać się z Kawakim na dobrych warunkach. Kiedy Code i tak próbuje zabić Amado, Eida każe Daemonowi go powstrzymać. Mimo odzyskanej mocy Code nie ma szans z Daemonem, który łatwo go pokonuje. Pyta, czy naprawdę kocha Eidę, czy tylko ją wykorzystuje. Code ostrzega ją, że stanie się Ōtsutsukim i zdecyduje, czy chce ją kochać, czy ją zabić, po czym wycofuje się z Bugiem. Amado mówi Eidzie i Daemonowi, że ujawni swoje prawdziwe intencje, gdy dotrą do Konohy. Rozwścieczony swoimi niepowodzeniami i zdradą sojuszników, Code obwinia Kawakiego za jego ciągłe nieszczęście i ślubuje zemstę, niszcząc wszystko, na czym mu zależy: jego przyjaciół, Hokage i Konohę. | | |                                                                                           |                                                                                           |
| 19 | The Domain of Gods Kami no Ryōiki (神の領域) | 3 lutego 2023 ISBN 978-4-08-883382-8 | –                                                                                         | –                                                                                         |
| Lista rozdziałów: - 72: „Smaller and More Useful” (jap. 小さくて、便利 Chīsakute, Benri) - 73: „A Special Mission” (jap. 特別な任務 Tokubetsu na Ninmu) - 74: „Baptism by Fire” (jap. 洗礼 Senrei) - 75: „The Domain of Gods” (jap. 神の領域 Kami no Ryōiki) | Lista rozdziałów: - 72: „Smaller and More Useful” (jap. 小さくて、便利 Chīsakute, Benri) - 73: „A Special Mission” (jap. 特別な任務 Tokubetsu na Ninmu) - 74: „Baptism by Fire” (jap. 洗礼 Senrei) - 75: „The Domain of Gods” (jap. 神の領域 Kami no Ryōiki) | Lista rozdziałów: - 72: „Smaller and More Useful” (jap. 小さくて、便利 Chīsakute, Benri) - 73: „A Special Mission” (jap. 特別な任務 Tokubetsu na Ninmu) - 74: „Baptism by Fire” (jap. 洗礼 Senrei) - 75: „The Domain of Gods” (jap. 神の領域 Kami no Ryōiki) | Postacie z okładki: - Boruto Uzumaki - Kawaki - Eida - Daemon                             | Postacie z okładki: - Boruto Uzumaki - Kawaki - Eida - Daemon                             |
| Amado kontaktuje się z Shikamaru, ogłaszając, że przekonał Eidę i Daemona do ucieczki do Konohy i będą wracać pociągiem do wioski. Shikamaru organizuje spotkanie z Naruto, Sasuke i członkami Drużyny 7. Przygotowując się do wyruszenia, Boruto obiecuje Hinacie, że wróci do domu. Himawari dostrzega troskę swojej matki i rozważa zostanie shinobi, aby móc pomóc swojemu bratu. Na zewnątrz pojawia się duch Momoshikiego, ujawniając, że jego przepowiednia zbliża się szybko i że zamierza wykorzystać rozpacz Boruto, aby całkowicie przejąć jego ciało. W międzyczasie Code wycofuje się z Bugiem z powrotem do kryjówki Kary, gdzie wiąże Dziesięcioogoniastego za pomocą Znaków Pazura i zaczyna go rozdzierać na mniejsze kawałki, tworząc armię ślepych, dwunożnych potworów zdolnych do teleportacji za pomocą jego Znaków Pazura. W biurze Hokage Shikamaru nakreśla nową misję Drużyny 7: będą dzielić dom na obrzeżach wioski z Eidą i Daemonem, aby ich obserwować i zapewnić zgodność, działając jako pierwsza i ostatnia linia obrony, gdyby wykonali ruch przeciwko Konosze. Kiedy Eida i Daemon przybywają do wioski, lecą prosto do domu, aby spotkać się ze wszystkimi, a osobowości szybko zaczynają się ścierać. Amado zostaje przesłuchany i wyjaśnia, że moce Eidy i Daemona to shinjutsu przeszczepione ze zwłok Shibaia Otsutsukiego, który osiągnął boskość i przeszedł na inny poziom. Definiuje shinjutsu jako boskie zdolności potężniejsze niż ninjutsu, których mogą używać tylko bogowie, w tym Karmę. Wyjaśnia, że Delta była nieudanym klonem jego córki, Akebi, która zmarła na nieuleczalną chorobę, i że jego celem jest wykorzystanie Kawakiego jako katalizatora do przeszczepienia Karmy zawierającej jej dane do nowego klona, mając nadzieję, że będzie w stanie ją wskrzesić. Momoshiki pojawia się w umyśle Boruto i ostrzega go, że Amado może kłamać na temat natury zdolności zaklinania Eidy, i w tym momencie Boruto zaczyna dostrzegać przebłyski bitwy w niedalekiej przyszłości, w której wydaje się, że jego przyjaciele i towarzysze zwrócili się przeciwko niemu. | | |                                                                                           |                                                                                           |

### Anime
Na imprezie poświęconej Naruto i Boruto podczas Jump Festa 17 grudnia 2016 roku ogłoszono, że seria zostanie zaadaptowana do projektu anime, który później został potwierdzony jako serial telewizyjny, będący adaptacją mangi, zawierający również oryginalną historię. Dodatkowo, wcześniej została wydana oryginalna animacja wideo będąca częścią kolekcji gry komputerowej Naruto Shippuden: Ultimate Ninja Storm Trilogy (2017) stworzonej przez CyberConnect2; animacja przedstawia nową misję, w której zespół Boruto musi powstrzymać złodzieja.
Serial telewizyjny anime był nadzorowany przez twórcę mangi Ukyō Kodachiego (odcinki #1–216) oraz jest współreżyserowany przez Noriyukiego Abe i Hiroyukiego Yamashitę. Za kompozycję serialu odpowiada Makoto Uezu, animacją zajmuje się Studio Pierrot, a projektami postaci Tetsuya Nishio i Hirofumi Suzuki. Serial miał premierę w TV Tokyo 5 kwietnia 2017 roku. Pomysł wybrania Pierrota i TV Tokyo wyszedł od redaktora Weekly Shonen Jump Hiroyukiego Nakano, który uznał to za stosowne, ponieważ był dostępny przedział czasowy przeznaczony dla młodszej publiczności. Odcinki są wydawane na płytach DVD w Japonii od 26 lipca 2017 roku, począwszy od pierwszych czterech odcinków. 9 marca 2023 roku ogłoszono, że pierwsza część serialu zakończy się wraz odcinkiem #293, który zostanie wydany 26 marca tegoż roku, natomiast druga część znajdowała się w fazie rozwoju.

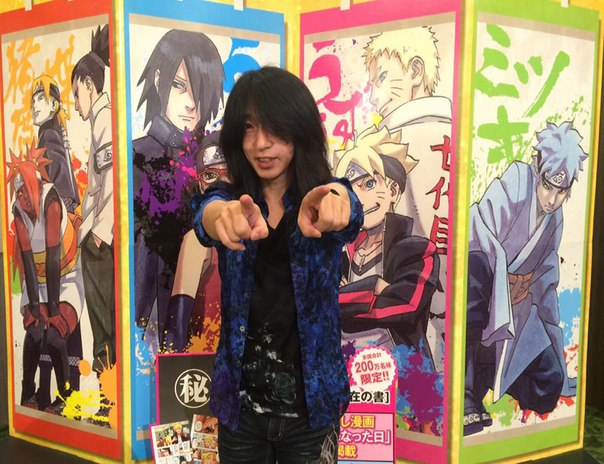
Yasuharu Takanashi, twórca muzyki do anime.

Muzykę do serialu współtworzyli Yasuharu Takanashi (jap. 高梨康治 Takanashi Yasuharu) i jego zespół muzyczny -yaiba-. Ścieżka dźwiękowa anime zatytułowana Boruto Naruto Next Generations Original Soundtrack 1 została skomponowana przez Takanashiego i wydana na płycie CD 28 czerwca 2017 roku. Druga ścieżka dźwiękowa została wydana 7 listopada 2018 roku i skomponowana ponownie przez Takanashiego; dodatkowo na płycie znalazł się utwór „Become the Wind” stworzony przez -yaiba-.
23 marca 2017 roku Firma Viz Media udzieliła licencji na serię w Ameryce Północnej, aby transmitować ją na Hulu i Crunchyroll. Promując anime, Crunchyroll zaczęło udostępniać bezpłatne fragmenty serii na początku 2018 roku. 21 lipca 2018 roku na Comic-Con International: San Diego ogłoszono, że anime z angielskim dubbingiem będzie miało premierę 29 września 2018 roku na bloku Toonami, będącego częścią Adult Swim. 20 października 2019 roku Adult Swim po #52 odcinku usunęło serial ze swojego bloku programowego. 25 marca 2020 roku dyrektor wykonawczy, Jason DeMarco, napisał na Twitterze, że obecnie nie planują przywrócenia anime. W Australii anime zaczęło być nadawane w ABC Me od 21 września 2019 roku. 21 kwietnia 2020 roku ogłoszono, że odcinek #155 i następne zostaną opóźnione do 6 lipca 2020 z powodu trwającej pandemii COVID-19.

### Powieści
Seria light novel, zatytułowanya Boruto: Naruto Next Generations Novel (jap. BORUTO -ボルト- -NARUTO NEXT GENERATIONS- NOVEL Boruto: Naruto Nekusuto Jenerēshonzu Noberu) i napisana przez Kō Shigenobu (powieści 1–3 i 5) oraz Miwę Kiyomune (powieść 4), z ilustracjami Mikio Ikemoto, została stworzona na podstawie anime. Pierwsza, zatytułowana The New Leaves Soaring Through the Blue Sky! (jap. 青天を翔る新たな木の葉たち! Seiten o Kakeru Aratana Konoha-tachi!) została wydana 2 maja 2017 roku. Druga została wydana 4 lipca 2017 roku pod tytułem A Call From the Shadows! (jap. 影からの呼び声! Kage Kara no Yobigoe!). Trzecia powieść pt. Those Who Illuminate the Night of Shinobi! (jap. 忍の夜を照らす者! Shinobi no Yoru O Terasu Mono!) została wydana 4 września 2017 roku. Czwarta zatytułowana School Trip Bloodwind Records (jap. 修学旅行血風録! Shūgakuryokō ketsu pū roku!) została wydana 2 listopada 2017 roku. Piąta powieść pt. The Last Day at the Ninja Academy! (jap. 忍者学校最後の日! Akademī Saigo no Hi!) została wydana 4 stycznia 2018 roku.

### Gry komputerowe
3 lutego 2017 roku wydano DLC do gry Naruto Shippuden: Ultimate Ninja Storm 4 o nazwie Road to Boruto, które przedstawia przygody Boruto (protagonista i grywalna postać), Sarady, Mitsukiego, Naruto i Sasuke dziejące się w trakcie filmu kinowego. Według Bandai Namco Entertainment rozszerzenie jest zwieńczeniem tej serii gier. Następnie gra komputerowa Naruto to Boruto: Shinobi Striker została wydana przez Bandai Namco 31 sierpnia 2018 roku na komputery osobiste, PlayStation 4 i Xbox One; zawiera postacie zarówno z serii Boruto, jak i Naruto. W sierpniu 2018 roku zapowiedziano kolejną grę Boruto na PC pod tytułem Naruto x Boruto Borutical Generations. Będzie to darmowa i kooperacyjna gra przeglądarkowa, posiadająca mikropłatności. Będzie dostępna poprzez serwis Yahoo! Game. Boruto Uzumaki pojawił się również jako grywalna postać w Jump Force, bijatyce będącej crossoverem m.in. Dragon Ball, Naruto, Bleach czy One Piece.

## Odbiór

### Manga
| Sprzedaż tomów Boruto w Japonii | Sprzedaż tomów Boruto w Japonii                        | Sprzedaż tomów Boruto w Japonii | Sprzedaż tomów Boruto w Japonii |
| Nr.                             | Sprzedaż w tyg. premiery (miejsce na liście sprzedaży) | Sprzedaż całkowita              | Źr.                             |
| ------------------------------- | ------------------------------------------------------ | ------------------------------- | ------------------------------- |
| 1.                              | 183 413 (#1)                                           | 372 314                         | [ 115 ] [ 116 ]                 |
| 2.                              | 116 905 (#5)                                           | 402 894                         | [ 117 ] [ 118 ]                 |
| 3.                              | 185 959 (#4)                                           | 280 159                         | [ 119 ] [ 120 ]                 |
| 4.                              | 136 286 (#6)                                           | 222 467                         | [ 121 ] [ 122 ]                 |
| 5.                              | 124 500 (#5)                                           | 218 994                         | [ 123 ] [ 124 ]                 |
| 6.                              | 96 221 (#5)                                            | 182 712                         | [ 125 ] [ 126 ]                 |
| 7.                              | 112 201 (#6)                                           | 168 864                         | [ 127 ] [ 128 ]                 |

Manga została ogólnie dobrze przyjęta w Japonii; tomy wielokrotnie pojawiały się jako bestsellery (tabela obok). W tygodniu premiery pierwszy tom mangi sprzedał się w 183,413 egzemplarzach i zajął #1. miejsce na liście sprzedaży, z kolei do początku września 2016 roku jego sprzedaż osiągnęła łącznie 372,314 sztuk. W styczniu 2017 roku podano, że sprzedano milion egzemplarzy mangi. W okresie od kwietnia 2017 do marca 2018 roku była ósmą najlepiej sprzedającą się mangą od Shueishy; czwarty tom mangi został wydrukowany w nakładzie 450 tys. egzemplarzy.
Pierwszy tom mangi wydany w 2017 roku również dobrze sprzedał się w Ameryce Północnej, z kolei według ICv2 seria Boruto stała się 6. najlepiej sprzedającą się serializowaną mangą w Stanach Zjednoczonych jesienią 2017 roku. Według NPD BookScan seria była 12. najlepiej sprzedającą się mangą w USA w 2017 roku. Następnie wiosną i jesienią 2018 Boruto był 4. najlepiej sprzedającą się mangą, z kolei jesienią 2019 roku był 7., a latem i jesienią 2020 roku był kolejno 8. i 9. najlepiej sprzedającą mangą w Ameryce Północnej. Ponadto tomy Boruto sukcesywnie pojawiały się na liście 20 najlepszych light novel w USA: #2. miejsce w kwietniu i #7. miejsce we wrześniu 2017, #12. miejsce w marcu i #8. miejsce we wrześniu 2018 i #14. miejsce w marcu 2019 roku.
Rebecca Silverman z Anime News Network stwierdziła, że Boruto przemówił do niej, mimo że nigdy nie zagłębiła się mocno w mangę Naruto. Chwaliła, jak twórcy poradzili sobie z obawami i problemami Boruto, nie sprowadzając ich tylko do „jęków młodego nastolatka” oraz sposobem, w jaki Sasuke zdecydował się szkolić młodego Uzumakiego. Amy McNulty z ANN uznała mangę za atrakcyjną dla fanów oryginalnej serii Naruto, dodając, że chociaż Mitsuki odgrywa niewielką rolę w powieści, jego poboczna historia pomaga rozszerzyć jego pochodzenie. Z kolei Nik Freeman skrytykował brak rozwoju Boruto w porównaniu z jego wprowadzeniem w finale Naruto; Freeman powiedział również, że istnieją różnice między powodami, dla których zarówno młody Naruto, jak i Boruto dewastowali swoją wioskę. Niemniej jednak Freemanowi podobała się historia Mitsukiego, ponieważ nie czuł, że opowiadała ona starsze historie. Chris Beveridge z The Fandom Post po przejrzeniu pierwszego rozdziału był bardziej negatywnie nastawiony, narzekając na ostry nacisk na słabe relacje pomiędzy Naruto i Boruto oraz powtórzenie elementów z Boruto: Naruto the Movie; skrytykował również adaptację rysunków Kishimoto, ale pochwalił relacje między Naruto i Sasuke, a także zapowiedź walki z udziałem starszego Boruto.
Następnie Melina Dargis z tego samego serwisu zrecenzowała pierwszy tom; nie mogła się doczekać rozwoju postaci, mimo że obejrzała już film Boruto. Była również zadowolona z roli Mitsukiego w jego własnym wątku pobocznym. Leroy Douresseaux z Comic Book Bin polecił serię fanom Naruto, wyjaśniając, w jaki sposób nowi autorzy zdołali wykorzystać pierwszy tom do ustalenia osobowości bohaterów. Dargis, recenzując drugi tom, była pod wrażeniem widocznego przesłania serii, w którym, w przeciwieństwie do Naruto, próbowała dotrzeć do współczesnych czytelników za pomocą takich tematów, jak problemy rodzicielskie i wykorzystanie technologii. Z kolei Douresseaux spodobał się, że rozwój postaci Boruto rozpoczął się już w drugim tomie serii, ponieważ pomogło to czytelnikom docenić go bardziej. Serwisy The Fandom Post i Comic Book Bin zauważyły, że manga poczyniła znaczące zmiany w historii Boruto ze względu na to, jak postęp fabuły w narracji sprawił, że futurospekcja staje się coraz bardziej możliwa. Ponadto nowe postacie dostały w mandze swój pierwszy pojedynek na śmierć i życie przeciwko Ao, zamiast polegać na poprzednim pokoleniu. Z kolei Manga News skrytykowało mangę za poleganie na powracających postaciach Naruto i Sasuke w walkach z niektórymi złoczyńcami z Kary, robiąc to w taki sam sposób, w jaki Akira Toriyama wykorzystał Goku i Vegetę podczas anime Dragon Ball Super, zamiast polegać na nowym protagoniście. Tym samym serwis miał nadzieję, że Boruto i przyjaciele będą bardziej aktywni po wcześniejszych wydarzeniach.
Wprowadzenie Kawakiego do serii zostało pochwalone za wpływ na fabułę oraz podobieństwa pomiędzy rywalizacją Boruto i Kawakiego i tą między Naruto i Sasuke z oryginalnej mangi. Z kolei projektant gier Hiroshi Matsuyama z CyberConnect2 pochwalił debiut Kawakiego w mandze ze względu na jego zaangażowanie w narrację, a także za sekwencje walk, w których bierze udział.

### Anime
Serial anime cieszył się popularnością wśród japońskich czytelników Charapedii, którzy uznali je za dziewiąty najlepszy program anime wiosny 2017 roku. Redaktor IGN Sam Stewart pochwalił skupienie się na nowej generacji ninja, a także na różnicach między nim a poprzednim pokoleniem. Chwalił też powrót innych postaci, takich jak Toneri Ōtsutsuki oraz podobały mu się techniki wzrokowe. Stewart pochwalił charakterystykę zarówno Shikadaia, jak i Metala Lee, nazywając ich relacje, a także przypadkową walkę, interesującą do obejrzenia oraz stwierdził, że Boruto: Naruto Next Generations poprawia się z każdym odcinkiem. Menedżer marki Crunchyroll, Victoria Holden, dołączyła do Mirandy Sanchez z IGN, aby porozmawiać o tym, czy Next Generations może sprostać sukcesowi oryginalnej serii, jednocześnie przeglądając poprzednie odcinki serii. Według TV Tokyo sprzedaż i zyski brutto Boruto były bardzo zadowalające w 2018 roku, dzięki czemu seria zajęła miejsce w pierwsze piątce. Z kolei według raportu Crunchyroll, Boruto był jednym z najczęściej streamowanych seriali anime w 2018 roku w wielu krajach, w szczególności w Azji. UK Anime Network wymieniło go jako jeden z najlepszych seriali animowanych z 2019 roku za pokazanie atrakcyjnych oryginalnych wątków fabularnych, których nie było w oryginalnej serii; ponadto kontrastowała z anime Naruto, którego oryginalne historie nie przyciągały publiczności. Według Crunchyroll Boruto w 2020 roku było najpopularniejszym anime, wybieranym w 32 krajach Azji, w tym m.in. w Chinach czy Indiach.
W bardziej żartobliwym artykule redaktor serwisu Geek.com Tim Tomas porównał Boruto do serialu Legenda Korry, ponieważ oba różniły się od swoich poprzedników pomimo dzielenia tych samych motywów. Sarah Nelkin z Anime Now! uważała Boruto za bardziej wesołą wersję serii Naruto, z kolei Amy McNulty z ANN pochwaliła 13. odcinek za skupienie się na wątku pobocznym, który rozwijał się od pierwszego odcinka, ponieważ jego rewelacje sprawiły, że serial stał się mroczniejszy. Stewart z IGN zgodził się z McNulty, komentując, że twórcy osiągnęli punkt kulminacyjny pierwszego wątku fabularnego anime. Charakterystyka złoczyńcy również zrobiła wrażenie na recenzencie. Z kolei Allegra Frank z serwisu Polygon wspomniała, że na początku zarówno mangi, jak i anime wielu fanów było zmartwionych z powodu futurospekcji, w której starszy Boruto mierzy się z wrogiem imieniem Kawaki, który sugeruje, że Naruto może nie żyć; jego los ich zaniepokoił. Seria znalazła się na 80. miejscu na Tokyo Anime Award Festival w kategorii Best 100 TV Anime 2017.
Krytycy skomentowali również charakterystykę Boruto w anime. Beveridge z The Fandom Post oklaskiwał pierwszy odcinek serialu, mówiąc, że uważa, że portret Boruto był lepszy od tego z mangi, podczas gdy inni pisarze cieszyli się jego heroicznymi cechami, które wysyłają bardziej pozytywne wiadomości do widzów. Recenzenci chwalili, że powracająca postać Sasuke Uchiha stał się bardziej troskliwy w stosunku do swojej córki, Sarady, protagonistki serialu oraz czuli, że te dwie postacie zostały bardzo rozwinięte. Krytycy uważali, że to jeszcze bardziej pomogło w poszerzeniu więzi między członkami rodziny Uchiha, czyli Sasuke, Sakurą i Saradą, ze względu na to, jak ich więź jest przedstawiana w drugiej historii anime. Z kolei walka Kawakiego z Garō została wymieniona jako najlepsza walka anime w 2021 roku przez Crunchyroll.